# Bolesław II van Liegnitz
Bolesław II van Liegnitz bijgenaamd Bolesław de Wilde of Bolesław de Gehoornde (circa 1217 - 26 december 1278) was van 1241 tot 1248 hertog van Silezië-Breslau en daarna van 1248 tot 1278 de eerste hertog van Liegnitz. Hij stamde uit het huis Piasten.

## Levensloop
Bolesław II was de oudste zoon van groothertog Hendrik II van Polen, eveneens hertog van Silezië, en Anna van Bohemen, dochter van koning Ottokar I van Bohemen.
Nadat zijn vader in 1241 overleed, werd Bolesław hertog van Silezië-Breslau als regent voor zijn minderjarige broer Hendrik III. Nadat Hendrik III volwassen werd verklaard, werd Silezië in 1248 opgedeeld. Het hertogdom Liegnitz ging naar Bolesław II, terwijl Hendrik III het hertogdom Breslau kreeg.
Bolesław II kwam als hertog van Liegnitz in conflict met zijn broer Koenraad, die in 1249 bisschop van Passau was geworden. Dit conflict werd opgelost door het grondgebied van Bolesław te splitsen. Bolesław II behield Liegnitz, terwijl Koenraad het hertogdom Glogau verwierf. Als hertog van Liegnitz resideerde Bolesław II vanaf 1252 in de stad Liegnitz. 
Ook had hij conflicten met de bisschop van Breslau over de kerkelijke bezittingen. Nadat Bolesław de bisschop liet arresteren, werd hij echter geëxcommuniceerd. In 1274 kwam hij dan weer in conflict met zijn neef Hendrik IV, vanaf 1266 hertog van Breslau. Nadat Bolesław II zijn neef in de gevangenis had gegooid, moest hij door koning Ottokar II van Bohemen gedwongen worden om hem vrij te laten. In 1278 overleed Bolesław II, waarna hij begraven werd in het Dominicanenklooster van Liegnitz.

## Huwelijken en nakomelingen
In 1242 trad hij in het huwelijk met Hedwig, dochter van vorst Hendrik I van Anhalt. Ze kregen volgende kinderen:
- Agnes (circa 1243 - 1265), huwde met graaf Ulrich I van Württemberg.
- Hendrik V (circa 1248 - 1296), hertog van Liegnitz.
- Hedwig (circa 1250/55 - na 1280), huwde met hertog Koenraad II van Mazovië.
- Bolko I (circa 1252/56 - 1301), hertog van Jauer en Schweidnitz.
- Bernard (circa 1253/57 - 1286), hertog van Löwenberg.
- Elisabeth (circa 1259 - na 1268), huwde met graaf Lodewijk van Hakeborn.

Na de dood van zijn eerste vrouw huwde Bolesław II in 1261 met Euphemia, dochter van hertog Sambor II van Pommeren. Ze kregen een dochter:
- Catharina (overleden na 1270), jong gestorven.

Het huwelijk met Euphemia was waarschijnlijk erg ongelukkig, vooral nadat Bolesław een buitenechtelijke relatie begon met Sophia, een dochter van graaf Koenraad van Dyrhn. Euphemia was niet blij met deze affaire en nadat ze ziek werd verliet ze haar echtgenoot en keerde ze terug naar Pommeren. In 1275 werd het huwelijk ongedaan gemaakt.
In 1277 hertrouwde Bolesław opnieuw, ditmaal met Sophia van Dyrhn. Het was echter een morganatisch huwelijk. Ze kregen een zoon, Jaroslav, die echter op vroege leeftijd stierf.